# Форлани, Клэр
Клэр Анто́ния Форла́ни (англ. Claire Antonia Forlani; род. 17 декабря 1971, Твикнем, Лондон[…]) — британская актриса.

## Биография
Клэр Форлани родилась в Лондоне. Её мать, англичанка, увлекалась живописью, а итальянец-отец тогда занимался продюсированием мелких британских поп-групп. В момент её рождения он работал менеджером в шоу-бизнесе.
С детства участвовала в рождественских постановках в нескольких театрах. На неё обратил внимание один из рекламных продюсеров, работающий на BBC и предложил родителям Форлани заключить контракт на съёмки их дочери в рекламе. Но родители Клэр Форлани посчитали, что для психики ребёнка это может иметь негативные последствия.
С 11 лет в Лондонской школе искусств изучала актёрское мастерство и училась танцам в течение шести лет. Участвовала в театральных постановках. Наиболее заметными из них были балет «Щелкунчик» и «Орфей в Подземном Царстве».
В 1991 году Форлани дебютировала на английском телевидении. Это были два коротких появления в сериале «Press Gang» и выступление в программе «Складки».
В 1992 году снималась в фильме «Цыганские глаза» (в американском прокате фильм шёл под названием «Слежка ЦРУ»). В 1993 году семья приняла решение переехать в Сан-Франциско, где Форлани поступила в колледж, однако вскоре бросила учёбу. В 1994 году снялась в небольших ролях в мини-сериале о жизни Джона Кеннеди и в полуигровом фильме «Подарок», в котором главные роли исполняли Изабелла Росселлини и Лора Дерн. Именно участие этих кинозвёзд привело к тому, что на Клэр Форлани, наконец, обратили внимание — она получила приглашение сняться в 7-й части фильма «Полицейская академия».
Для фильма «Тусовщики из супермаркета» автор сценария и режиссёр фильма Кевин Смит просмотрел более 600 кандидаток, пока не встретил Форлани. За роль второго плана актриса несколько раз номинировалась на различные награды.
В 1996 году Форлани снялась в блокбастере «Скала». Успех в прокате этого фильма обеспечил актрису вниманием голливудских студий, но она сначала предпочла роль в фильме о жизни художника «Баския», а затем снялась в короткометражном проекте независимой студии — картине под названием «Продажа гаража». В 1997 году скончалась мать Форлани. Она сыграла в полубиографическом фильме «Самоубийца» о жизни поэта Нила Кэссиди. В 1998 году начала сниматься в фильме режиссёра Стивена Соммерса «Подъём с глубины», но ссора с режиссёром привела к тому, что актриса разорвала контракт. Вскоре после этого портрет Клэр появился на обложке журнала «Vanity Fair» в числе дюжины других восходящих звёзд. В 1998 году в фильме «Знакомьтесь, Джо Блэк» Форлани снялась с Брэдом Питтом и Энтони Хопкинсом. Успех фильма позволил заговорить о Клэр Форлани как об одной из самых перспективных голливудских кинозвёзд. Во время съёмок фильма Брэд Питт стал встречаться с Форлани, но долгие отношения у них не сложились.
В том же году Форлани снялась в картине «Бэзил». Затем последовали роли в комедийном экшене «Таинственные люди», романтической драме «Элементы», малобюджетном ужастике «Джонни Домино» и комедии «Мальчики и девочки».
В 2001 году стала новым лицом «L’Oréal». В 2003 году снялась вместе с Джеки Чаном в «Медальоне».
Осенью 2006 года Форлани присоединилась к актёрскому составу «C.S.I.: Место преступления Нью-Йорк» как второстепенный персонаж, где сыграла медицинского эксперта — доктора Пейтон Дрискол. В феврале 2007 года сыграла Тори в фильме «Голос из прошлого», снятый по роману Норы Робертс. В 2008 году она снялась вместе с Дэниелом Крейгом в фильме «Воспоминания неудачника».
В 2011 году Форлани сыграла королеву Игрэйну в сериале «Камелот» и Кэйт Темплтон в комедии «Любовь и кухня» вместе со своим мужем Дугреем Скоттом. В 2011 году она также появилась в «Морская полиция: Лос-Анджелес» в качестве агента Лорен Хантер, временно заменив Линду Хант под конец 2-го сезона. Она также появилась в финале 3-го сезона, где её персонаж погибает.

## Личная жизнь
Клэр Форлани встречалась с Бенисио Дель Торо, Джоном Кьюсаком (1997—1998), Брэдом Питтом, Беном Стиллером (1998—1999) и Киану Ривзом. В июне 2007 года вышла замуж за актёра Дугрея Скотта. Их приёмный сын, Майло Томас Скотт, родился 27 декабря 2014 года.

## Фильмография
| Год             | Название на русском                                                 | Название на английском                                       | Роль                       |
| --------------- | ------------------------------------------------------------------- | ------------------------------------------------------------ | -------------------------- |
| 1992            | Цыганские глаза                                                     | Gypsy Eyes                                                   | Катарина                   |
| 1992            | Press Gang                                                          | Press Gang                                                   | Джуди Веллман              |
| 1993            | Безрассудная молодость                                              | J.F.K.: Reckless Youth                                       | Энн Кэннон                 |
| 1994            | Полицейская академия 7                                              | Police Academy: Mission to Moscow                            | сержант Екатерина Сергеева |
| 1995            | Тусовщики из супермаркета                                           | Mallrats                                                     | Брэнди Свеннинг            |
| 1995            | Продажа гаража                                                      | Garage Sale                                                  | Джулия                     |
| 1996            | Скала                                                               | The Rock                                                     | Джейд Анжело               |
| 1996            | Баския                                                              | Basquiat                                                     | Джина Кардинале            |
| 1997            | Самоубийца                                                          | The Last Time I Committed Suicide                            | Джоан                      |
| 1998            | Знакомьтесь, Джо Блэк                                               | Meet Joe Black                                               | Сьюзан Перриш              |
| 1998            | Элементы                                                            | Into My Heart                                                | Нина                       |
| 1998            | Бэзил                                                               | Basil                                                        | Джулия Шервин              |
| 1999            | Таинственные люди                                                   | Mystery Men                                                  | Моника                     |
| 2000            | Мальчики и Девочки                                                  | Boys and Girls                                               | Дженифер Барроуз           |
| 2000            | Отпетые волшебники                                                  | Magicians                                                    | Лидия                      |
| 2000            | Джонни Домино                                                       | Johnny Domino                                                |                            |
| 2001            | Опасная правда                                                      | Antitrust                                                    | Элис Поулсон               |
| 2001            | Студенческий угар                                                   | Going Greek                                                  | сестра-хозяйка             |
| 2002            | На взводе                                                           | Triggermen                                                   | Эмма Катлер                |
| 2003            | Нортфорк                                                            | Northfork                                                    | миссис Хадфилд             |
| 2003            | Секреты Пентагона                                                   | The Pentagon Papers                                          | Патрисия Маркс             |
| 2003            | Предел терпения                                                     | The Limit                                                    | Моника Принц               |
| 2003            | Медальон                                                            | Medallion                                                    | Николь Джеймс              |
| 2004            | Мемрон                                                              | Memron                                                       | Ванжела Клэй               |
| 2004            | Бобби Джонс: Гений удара                                            | Bobby Jones: A Stroke of Genius                              | Мэри Малоун Джонс          |
| 2005            | Хулиганы                                                            | Green Street Hooligans                                       | Шэннон Данэм               |
| 2005            | Тени на солнце                                                      | The Shadow Dancer (Shadows in the Sun в США)                 | Изабелла Пэриш             |
| 2005            | Возвращение мистера Рипли                                           | Ripley Under Ground                                          | Синтия                     |
| 2005            |                                                                     | Untitled David Diamond/David Weissman Project                | Эллисон                    |
| 2006—2008, 2010 | C.S.I.: Место преступления Нью-Йорк                                 | CSI: NY                                                      | доктор Пейтон Дрискол      |
| 2006            | Ночные кошмары и фантастические видения: По рассказам Стивена Кинга | Nightmares and Dreamscapes: From the Stories of Stephen King | Дорис Фримен               |
| 2006            | Для Вашего обдумывания                                              | For Your Consideration                                       |                            |
| 2007            | Во имя короля: История осады подземелья                             | In the Name of the King: A Dungeon Siege Tale                | Солана                     |
| 2007            | Холлэм Фоу                                                          | Hallam Foe                                                   | Веритай Фоу                |
| 2007            | Голос из прошлого                                                   | Carolina Moon                                                | Тори Бодин                 |
| 2008            | Воспоминания неудачника                                             | Flashbacks of a Fool                                         | Рут Дэвис                  |
| 2008            | Пиво для моих лошадей                                               | Beer for My Horses                                           | Энни                       |
| 2008            | Дипломат                                                            | False Witness                                                | Пиппа Портер               |
| 2009            | Радуга Шэннон                                                       | Shannon’s Rainbow                                            | мать Шэннон                |
| 2009            | Исчезновение                                                        | Not Forgotten                                                | Кэти                       |
| 2011            | Любовь и кухня                                                      | Love’s Kitchen (No Ordinary Trifle)                          | Кэйт Темплтон              |
| 2011            | День, когда земля замерзла                                          | Ice                                                          | Джаклин                    |
| 2011            | Дювилль                                                             | Deauville                                                    | Клэр                       |
| 2011            | Камелот                                                             | Camelot                                                      | Игрэйна                    |
| 2011            | Морская полиция: Лос-Анджелес                                       | NCIS: Los Angeles                                            | Лорен Хантер               |
| 2012            |                                                                     | Scruple                                                      | Билли Икехорн              |
| 2013            | Глаза панды                                                         | Another Me                                                   |                            |
| 2016            | Ценный груз                                                         | Precious Cargo                                               | Карен                      |
| 2018            | Измени или умри                                                     | An Affair to Die For                                         | Холли                      |
| 2019            | В метре друг от друга                                               | Five Feet Apart                                              | Мередит Ньюман             |
| 2020            | Чёрная Красавица                                                    | Black Beauty                                                 | миссис Уинторп             |
| 2021            | Домина                                                              | Domina                                                       | Октавия Младшая            |

## Достижения
- В рейтинге «100 сексуальных женщин» журнала Stuff заняла 51 место (2000)[9].
- В рейтинге «101 сексуальных женщин» журнала Stuff заняла 89 место (2001)[10].
- В рейтинге «100 сексуальных женщин в мире» журнала FHM заняла 85 место (2001)[11].
- В рейтинге «Top 10 British Beauties» журнала Netscape заняла 6 место (2002)[12].
- В рейтинге «99 самых желанных женщин» журнала AskMen заняла 79 место (2002)[13].